# Yo, Elvis Riboldi
Yo, Elvis Riboldi (en francés, Moi, Elvis; en España, Yo, Elvis Riboldi; en Italia, Io, Elvis Riboldi)  es una serie de 11 libros publicados por la Editorial La Galera en España, Editorial Hachette en Francia que describe las aventuras y desventuras de un niño hiperactivo, impulsivo llamado Elvis Riboldi, . Tan solo en España, se han vendido 100.000 ejemplares. La serie ha sido vendida a Francia (Hachette), Italia (Sironi Editore), Portugal (Porto Editora), Turquía (Ideal Kitap), Polonia (Czarna Owieczka), Eslovenia (Kud Sodobnost), Letonia (Zvaigzne ABC Publishers) y Chequia (Mlada Fronta), entre otros países, así como en Latinoamérica.

## Personajes
Elvis Riboldi: ‘‘‘  
Elvis Riboldi es el protagonista de nuestra serie. Se trata de un niño de unos 12 años hiperactivo, inquieto y aventurero. Siempre anda metido en líos, no porque los busque, sino porque los líos vienen a él. Vive en Icaria, una ciudad en la que, según dicen algunos, antes de que Elvis naciera, nunca había pasado nada. En la escuela se despista y se aburre, no puede evitarlo.  Pero lo que no cabe duda es que con Elvis Riboldi nadie se aburre. 
Boris Nusrat: ‘‘‘
E Boris Nusrat es el mejor amigo de Elvis y de su misma edad. Su verdadero nombre es Baris, que significa paz, pero todo el mundo le llama Boris. Es superdotado y experto en casi todo, pero lo mejor de Boris es que a pesar de todas las trastadas que Elvis le ha hecho, nunca ha dejado de quererle. Boris vive con sus padres en un colmado. Su familia es originaria de Kandahar por eso las mejores samosas de Icaria son las que hacen ellos. No es que sean especialmente frescas,  pero es que en Icaria nadie más vende samosas. Boris es un lector compulsivo de libros científicos, divulgativos e históricos y también es un gran aficionado a los musicales de Bollywood. Sin embargo,  su gran pasión son los inventos. Tiene patentados miles de ellos, algunos absolutamente inútiles.
Emma Foster: ‘‘‘
Emma Foster es la compañera de pupitre de Elvis y siempre huele a vainilla. Tiene bastante paciencia con Elvis,  aunque lleva años comiéndose sus lápices.  Aunque a veces, Elvis no es muy delicado con ella ni con Trenzas, su perro,  lo cierto es que ambos mantienen una amistad en la que siempre hay un punto de tensión emocional no resuelta. Emma saca muy buenas notas, es ordenada y trabajadora, y de mayor quiere ser abogado. Aparte de esto, ama terriblemente a su perro Trenzas.  Emma tiene un sentido de la justicia y de la igualdad entre sexos, que a veces puede resultar un poquito tedioso. Es una niña noble y siempre se puede contar con ella. 
Lagunilla: ‘‘‘ 
Lagunilla es hijo del magnate Profesor Pinkerton. Va a clase con Elvis y sus amigos. Es un niño repelente, pagado de sí mismo, egocéntrico y, que consigue todo lo que quiere de su padre, pero nunca está contento con nada. Dice que los pobres son gente triste,  sórdida y decepcionante. En realidad envidia la manera de ser de Elvis y lo daría todo por parecerse a él. Sea como fuere, lo cierto es que Elvis y sus amigos suelen acudir a Lagunilla para que les proporcione cosas de gran valor que puedan utilizar en sus aventuras. Siempre consiguen convencerlo de que les ayude y finalmente acaba integrándose en dichas aventuras. Sus grandes aficiones son tocar el piano a dos dedos y disfrazarse. 
El señor Lugosi: ‘‘‘
El Sr.Lugosi, es un señor prejubilado, vecino de Elvis,  de profesión fotógrafo. Fue hippy y corresponsal de guerra, pero ahora se dedica a fotografiar las cosas sencillas de la vida (el nacimiento de una seta, la deglución de la mantis religiosa…). Vive en una casita con jardín junto a su vaca Felisa, a la que cuida, ordeña y peina con esmero.  El Sr.Lugosi siempre que puede, ayuda a Elvis y sus amigos a salir de todos los problemas en que se meten. Siente un gran cariño por Elvis. Siempre dice que le recuerda a él cuando era joven. 
Leónidas Riboldi: ‘‘‘
Leónidas Riboldi, es el padre de Elvis y el mejor pastelero de Icaria. Proviene de una familia de pasteleros que ya surtía de cruasanes la corte del rey Louis XVI.  Al igual que sus antepasados, Leónidas se expresa con dichos y refranes populares muchas veces incomprensibles y fuera de contexto. Las continuas trastadas de Elvis le atacan los nervios y por eso se medica con todo tipo de antidepresivos y ansiolíticos.  		
Irlanda Riboldi: ‘‘‘
Irlanda es la madre de Elvis. Es la mejor y única cartera de Icaria. Sin ella, Elvis sería una oveja descarriada sin rumbo ni propósito. Como buena madre, intenta ayudar a su hijo y a mediar con su marido en las frecuentes reprimendas a Elvis.  Por lo demás es una madre ejemplar que adora cantar en karaokes.
Jennifer: ‘‘‘ 
Jennifer es la directora de la escuela de Icaria. Es experta en deportes de contacto y socia fundadora del club del rifle de Icaria. Los alumnos la temen, pero, según ella sus métodos pedagógicos ayudan a educarlos en el amor a la disciplina, a la guerra y al éxito individual. Se rumorea que utiliza calzoncillos.  Jennifer siempre dice que Elvis es un perdedor y no está dispuesta a reconocer ninguna de las cosas que Elvis hace bien. 
El Profesor Pinkerton: ‘‘‘
El Profesor Pinkerton es el hombre más rico de Icaria. Ante la sociedad se presenta como un mecenas y pro-hombre, pero la verdad es que es un chantajista, extorsionador, prevaricador y evasor de impuestos. En Icaria es admirado y odiado a partes iguales. Vive con su hijo Lagunilla en una enorme mansión, que, sin querer, Elvis ha incendiado en más de una ocasión.

## La colección de libros
- «“Yo, Elvis Riboldi”». Editorial La Galera 2011
- «“Yo, Elvis Riboldi, y el restaurante chino”». Editorial La Galera 2012
- «“Yo, Elvis Riboldi, y Boris el superdotado”». Editorial La Galera 2012
- «“Yo, Elvis Riboldi, tú, Emma Foster”». Editorial La Galera 2013
- «“Yo, Elvis Riboldi, y Murfi el Extraterrestre”». Editorial La Galera 2013
- «“Yo, Elvis Riboldi, y el falso culpable”». Editorial La Galera 2013
- «“Yo, Elvis Riboldi, y la máquina del tiempo”». Editorial La Galera 2014
- «“Yo, Elvis Riboldi, y la familia Blood”». Editorial La Galera 2014
- «”Yo, Elvis Riboldi, superhéroe”». Editorial La Galera 2014
- «“Yo, Elvis Riboldi, y Emma superstar”». Editorial La Galera 2014
- «“Yo, Elvis Riboldi, y la ruina de Pinkerton”». Editorial La Galera 2015

### Sobre Bono Bidari
Bono Bidari, Es el seudónimo de un grupo de los exitosos guionistas creadores de Los Lunnis: Jaume Copons, Daniel Cerdà Emery y Ramón Cabrera, junto al ilustrador Òscar Julve, autor de las hormigas de El hormiguero. Todos ellos tienen largas carreras y numerosos premios en el mundo de la literatura infantil y juvenil.

## Serie animada
La serie es una adaptación de la colección de libros y consta de una primera temporada de 52 episodios de 11 minutos en animación 2D. La segunda temporada se encuentra en fase de preproducción.
Se trata de una coproducción europea realizada entre Peekaboo Animation, Wuji House, Insomne Estudi y Watch Next Media, junto con TV3 televisión de Cataluña y Canal+ Francia. La serie fue prevendida ya a más de 130 países y territorios durante su producción, incluyendo parte de Europa, Latinoamérica, África y Oriente Medio. Fue estrenada en Latinoamérica el 3 de junio de 2020 en Cartoon Network. y en España el 8 de enero de 2021 en Super3 en su versión catalana "Jo, Elvis Riboldi".

### Lista de episodios
| N.º (serie) | N.º (temp.) | Título | Estreno en España | Estreno en Latinoamérica      | Código prod. |
| --- | ----------- | --- | ----------------- | ----------------------------- | ------------ |
| 1 | 1           | « Yo, Elvis Riboldi, me voy de casa» «I, Elvis Riboldi, Move Out of My Parents»                                 | 2020              | 10 de junio de 2020           | 101          |
| Elvis se muda a su árbol con Boris. Pero vivir juntos no será nada sencillo. |             | |                   |                               |              |
| 3 | 3           | «Yo, Elvis Riboldi, huelo» «I, Elvis Riboldi, Smell»                                                            | 2020              | 1 de julio de 2020            | 103          |
| Al ver que no tiene una esencia única, Elvis crea su propio perfume. |             | |                   |                               |              |
| 4 | 4           | «Yo, Elvis Riboldi, y los bandidos a rayas» «I, Elvis Riboldi, and the Striped Bandits»                         | 2020              | 24 de junio de 2020           | 104          |
| Elvis lleva un mapache a la escuela, creando una emergencia de salud. |             | |                   |                               |              |
| 2 | 2           | «Yo, Elvis Riboldi, y los puños de Icaria» «I, Elvis Riboldi, and the Fist of Fury»                             | 2020              | 17 de junio de 2020           | 102          |
| A Elvis no le gusta Sunte Lee, un nuevo compañero experto en artes marciales, así que organiza una pelea para vencerlo.                                                              |             | |                   |                               |              |
| 5 | 5           | «Yo, Elvis Riboldi, voy de campamento» «I, Elvis Riboldi, Go Camping»                                           | 2020              | 8 de julio de 2020            | 105          |
| Un viaje de campamento escolar se convierte en una emocionante competencia para pasar la clase de gimnasia.                                                                          |             | |                   |                               |              |
| 6 | 6           | «Yo, Elvis Riboldi, y Boris el superdotado» «I, Elvis Riboldi, and the Boy Genius»                              | 2020              | 5 de agosto de 2020           | 106          |
| El genio Boris comienza unas prácticas en una empresa de tecnología que literalmente quiere hacerlo "parte de la compañía".                                                          |             | |                   |                               |              |
| 7 | 7           | «Yo, Elvis Riboldi, y mis vecinos, los Blood» «I, Elvis Riboldi, and My Neighbours, the Bloods»                 | 2020              | 22 de julio de 2020           | 107          |
| Elvis sospecha que sus nuevos vecinos son vampiros. |             | |                   |                               |              |
| 8 | 8           | «Yo, Elvis Riboldi, S.A.» «I, Elvis Riboldi, Incorporated»                                                      | 2020              | 15 de julio de 2020           | 108          |
| Elvis y sus amigos abren un negocio para recaudar dinero para salvar el estanque de ranas.                                                                                           |             | |                   |                               |              |
| 9 | 9           | «Yo, Elvis Riboldi, y Emma superestrella» «I, Elvis Riboldi, and Emma Superstar»                                | 2020              | 3 de junio de 2020            | 109          |
| Elvis pierde su pelota favorita a manos de Strimer, un representante de modelos sin escrúpulos que contrata a Emma para convertirla en una famosa modelo.                            |             | |                   |                               |              |
| 10 | 10          | «Yo, Elvis Riboldi, y la bebida milagrosa» «I, Elvis Riboldi, and the Miracle Drink»                            | 2020              | 7 de julio de 2021            | 110          |
| RE-TAW, una nueva bebida energética cambia las vidas de Elvis y sus amigos. |             | |                   |                               |              |
| 11 | 11          | «Yo, Elvis Riboldi, y la escuela en casa» «I, Elvis Riboldi, Get Homeschooled»                                  | 2020              | 29 de junio de 2021 (HBO Max) | 111          |
| Accidentalmente Elvis incendia el apartamento de la señorita Jennifer y ella se muda con los Riboldi hasta que vuelva a la normalidad.                                               |             | |                   |                               |              |
| 12 | 12          | «Yo, Elvis Riboldi, y la escuela Pinkerton» «I, Elvis Riboldi, and the Pinkerton School»                        | 2020              | 14 de julio de 2021           | 112          |
| Cuando Pinkerton se convierte en el nuevo director de la escuela, Elvis y sus amigos intentan recuperar su escuela.                                                                  |             | |                   |                               |              |
| 13 | 13          | «Yo, Elvis Riboldi, y el día repetido» «I, Elvis Riboldi, and the Already Lived Day»                            | 2020              | 22 de septiembre de 2021      | 113          |
| Elvis queda atrapado en un bucle de tiempo, viviendo el mismo día una y otra vez. |             | |                   |                               |              |
| 14 | 14          | «Yo, Elvis Riboldi, en la temporada de elecciones» «I, Elvis Riboldi, on the Campaign Trail»                    | 2020              | 12 de agosto de 2020          | 114          |
| Boris y Emma se postulan como representantes de clase con Elvis como su director de campaña.                                                                                         |             | |                   |                               |              |
| 15 | 15          | «"Yo, Elvis Riboldi, y el horrible caso de la varicela"» «I, Elvis Riboldi, and the Serious Case of Chickenpox» | 2020              | 12 de mayo de 2021            | 115          |
| Cuando hay un brote de varicela en Icaria, la señorita Jennifer pone a la escuela en cuarentena.                                                                                     |             | |                   |                               |              |
| 16 | 16          | «Yo, Elvis Riboldi, me encargo de los negocios» «I, Elvis Riboldi, Take Care of Business»                       | 2020              | 19 de mayo de 2021            | 116          |
| Para aprender a ser más responsable, Elvis trabaja para el profesor Pinkerton. |             | |                   |                               |              |
| 17 | 17          | «Yo, Elvis Riboldi, y la señorita Jennibot» «I, Elvis Riboldi, and Miss Jennibot»                               | 2020              | 30 de junio de 2021           | 117          |
| Elvis convence a la señorita Jennifer de tomar vacaciones ofreciéndole al mejor sustituto, una versión cíborg de ella.                                                               |             | |                   |                               |              |
| 18 | 18          | «"Yo, Elvis Riboldi, y el imitador de Elvis-"» «I, Elvis Riboldi, and the Elvis Impersonator»                   | 2020              | 23 de junio de 2021           | 118          |
| Elvis ayuda a su compañero nuevo, Travis, a familiarizarse con la escuela, pero Travis comienza a verse y a actuar como Elvis.                                                       |             | |                   |                               |              |
| 19 | 19          | «Yo, Elvis Riboldi, y el mono de los tres deseos» «I, Elvis Riboldi, and the Three-Wish Monkey»                 | 2020              | 1 de septiembre de 2021       | 119          |
| El señor Lugosi le da a Elvis una figura de mono que le concede tres deseos a quien lo sostiene.-                                                                                    |             | |                   |                               |              |
| 20 | 20          | «Yo, Elvis Riboldi, y el abuelo Riboldi» «I, Elvis Riboldi, and Grandpa Riboldi»                                | 2020              | 25 de agosto de 2021          | 120          |
| Elvis invita al abuelo Riboldi en el día del padre, pero su propio papá, Leonidas, no está feliz con eso.                                                                            |             | |                   |                               |              |
| 21 | 21          | «Yo, Elvis Riboldi, el superhéroe» «I, Elvis Riboldi, am a Superhero»                                           | 2020              | 15 de septiembre de 2021      | 121          |
| Icaria necesita ayuda, así que Elvis se convierte en ‘’Eroic-man’’ para salvarla y pelear contra su némesis, el ‘’Destroyificator’’.                                                 |             | |                   |                               |              |
| 22 | 22          | «Yo, Elvis Riboldi, y Murphy el extraterrestre» «I, Elvis Riboldi, and Murphy the Extraterrestrial»             | 2020              | 29 de julio de 2020           | 122          |
| Murphy, un extraño pero inofensivo extraterrestre, aterriza en Icaria y Elvis intenta integrarlo a la sociedad.                                                                      |             | |                   |                               |              |
| 23 | 23          | «Yo, Elvis Riboldi, y la maldición de la familia Blood» «I, Elvis Riboldi, and the Curse of the Bloods»         | 2020              | 10 de noviembre de 2021       | 123          |
| La maldición vampírica de Copernica afecta su relación con Boris. Elvis decide ayudar.                                                                                               |             | |                   |                               |              |
| 24 | 24          | «Yo, Elvis Riboldi, y el concurso de karaoke» «I, Elvis Riboldi, and the Karaoke Contest»                       | 2020              | 9 de junio de 2021            | 124          |
| Elvis compite contra sus padres para convertirse en el Rey del Karaoke de Icaria. |             | |                   |                               |              |
| 25 | 25          | «Yo, Elvis Riboldi, y la máquina del tiempo» «I, Elvis Riboldi, and the Time Machine»                           | 2020              | 29 de septiembre de 2021      | 125          |
| Leonidas recibe una incómoda visita de alguien de su pasado: Elvis intenta ayudarlo con una máquina del tiempo que Boris construyó.                                                  |             | |                   |                               |              |
| 26 | 26          | «Yo, Elvis Riboldi, y el hombre equivocado» «I, Elvis Riboldi, and the Wrong Man»                               | 2020              | 21 de julio de 2021           | 126          |
| Elvis va a la estación de policía de Icaria en un viaje escolar y se convierte en el cómplice de un criminal llamado Cliff Hanger.                                                   |             | |                   |                               |              |
| 27 | 27          | «Yo, Elvis Riboldi, a cargo de la casa» «I, Elvis Riboldi, Master of the House»                                 | 2020              | 4 de agosto de 2021           | 127          |
| Leónidas se va de viaje de negocios e Irlanda está enferma. Elvis se queda en casa para cuidar de ella.-                                                                             |             | |                   |                               |              |
| 28 | 28          | «Yo, Elvis Riboldi, soy el mejor amigo de Boris» «I, Elvis Riboldi, am Boris's Best Friend»                     | 2020              | 26 de mayo de 2021            | 128          |
| Elvis y Boris no son pareja en el trabajo de ciencias. Los dos tendrán que aprender a convivir con sus nuevos compañeros mientras se echan de menos mutuamente.                      |             | |                   |                               |              |
| 29 | 29          | «Yo, Elvis Riboldi, el casamentero» «I, Elvis Riboldi, Am a Matchmaker»                                         | 2020              | 6 de octubre de 2021          | 129          |
| Jennifer se ve muy triste y sola, así que Elvis decide encontrarle un pretendiente.                                                                                                  |             | |                   |                               |              |
| 30 | 30          | «Yo, Elvis Riboldi, y la triple amenaza» «I, Elvis Riboldi, and the Triple Threat»                              | 2020              | 17 de noviembre de 2021       | 130          |
| Elvis es secuestrado por un trío de villanos vengativos, y ahora necesita confiar en su loca sabiduría para escapar de ellos.                                                        |             | |                   |                               |              |
| 31 | 31          | «Yo, Elvis Riboldi, el cartero» «I, Elvis Riboldi, the Mailman»                                                 | 2020              | 8 de diciembre de 2021        | 131          |
| Es el día de "lleva a tu hijo al trabajo", y Elvis acompaña a Ireland en su ruta de correo. Elvis decide resolver el misterio de un paquete que no ha sido entregado por seis años.  |             | |                   |                               |              |
| 32 | 32          | «Yo, Elvis Riboldi, y el señor mono» «I, Elvis Riboldi, and Señor Monkey»                                       | 2020              | 15 de diciembre de 2021       | 132          |
| Elvis intenta todo para recuperar su amado animal de peluche de infancia antes de que sea reciclado como parte de la última creación de un diseñador de modas.                       |             | |                   |                               |              |
| 33 | 33          | «Yo, Elvis Riboldi, y la casa del lago-» «I, Elvis Riboldi, and the Cabin by the Lake»                          | 2020              | 5 de mayo de 2021             | 133          |
| Elvis y sus amigos van a la cabaña del lago del señor Lugosi para dar una fiesta sorpresa a Emma.                                                                                    |             | |                   |                               |              |
| 34 | 34          | «Yo, Elvis Riboldi, en el cine» «I, Elvis Riboldi, Am at the Movies»                                            | 2020              | 8 de septiembre de 2021       | 134          |
| Contratan a Leonidas como asesor de chef repostero en una película en la que sale la estrella de acción favorita de Elvis.                                                           |             | |                   |                               |              |
| 35 | 35          | «Yo, Elvis Riboldi, y la amnesia de Jennifer» «I, Elvis Riboldi, and Jennifer's Amnesia»                        | 2020              | 13 de octubre de 2021         | 135          |
| Después de uno de los desastres de Elvis, la señorita Jennifer pierde la memoria, Elvis sugiere una idea arriesgada, volverla una señorita Jennifer mejorada.                        |             | |                   |                               |              |
| 36 | 36          | «Yo, Elvis Riboldi, y el seguro contra Elvis» «I, Elvis Riboldi, and the Elvis Insurance»                       | 2020              | 24 de noviembre de 2021       | 136          |
| Aprovechándose de la naturaleza destructiva de Elvis, el Profesor Pinkerton abre un nuevo negocio: vender un seguro de protección contra Elvis a todos los Icarianos.                |             | |                   |                               |              |
| 37 | 37          | «Yo, Elvis Riboldi, y la tía Florence» «I, Elvis Riboldi, and Auntie Florence»                                  | 2020              | 20 de octubre de 2021         | 137          |
| Dumont engaña a Elvis para que se haga pasar por él y pase el día con su cruel tía Florence.                                                                                         |             | |                   |                               |              |
| 38 | 38          | «Yo, Elvis Riboldi, soy padre de familia» «I, Elvis Riboldi, Am a Family Man»                                   | 2020              | 18 de agosto de 2021          | 138          |
| Elvis y Emma cuidan juntos de un renacuajo, pero pronto se dan cuenta de que es una rana Goliat que crece más rápido que ellos.                                                      |             | |                   |                               |              |
| 39 | 39          | «Yo, Elvis Riboldi, desmonto a Benny» «I, Elvis Riboldi, Break Benny»                                           | 2020              | 2 de junio de 2021            | 139          |
| Cuando Elvis va a la fiesta de aniversario de Benny, aprovecha para animarlo a tomar más riesgos.                                                                                    |             | |                   |                               |              |
| 40 | 40          | «Yo, Elvis Riboldi, y mis aventuras con la niñera» «I, Elvis Riboldi, and my Adventures at Babysitting»         | 2020              | 3 de noviembre de 2021        | 140          |
| Los padres de Elvis salen a cenar y lo dejan a cargo de una canguro adolescente. |             | |                   |                               |              |
| 41 | 41          | «Yo, Elvis Riboldi, y un Halloween estilo Elvis» «I, Elvis Riboldi, and a Very Elvis Halloween»                 | 2020              | 27 de octubre de 2021         | 141          |
| Es Halloween y Elvis tiene que asustar a la señorita Jennifer como tarea, pero su plan se sale de control.                                                                           |             | |                   |                               |              |
| 42 | 42          | «Yo, Elvis Riboldi, soy un artista» «I, Elvis Riboldi, Am an Artist»                                            | 2020              | 11 de agosto de 2021          | 142          |
| Jennifer califica los dibujos salvajes de Elvis como basura, pero un crítico de arte se impresiona y atribuye                                                                        |             | |                   |                               |              |
| 43 | 43          | «Yo, Elvis Riboldi, soy superinteligente» «I, Elvis Riboldi, Get Super Smart»                                   | 2020              | 26 de enero de 2022           | 143          |
| Elvis tiene que aprobar un examen para poder disfrutar de sus vacaciones de verano. Boris inventa el "listoficador" para ayudarle.                                                   |             | |                   |                               |              |
| 44 | 44          | «Yo, Elvis Riboldi, una anarquía en Icaria» «I, Elvis Riboldi, Bring Anarchy to Icaria»                         | 2020              | 22 de diciembre de 2021       | 144          |
| Elvis se queda a la escuela de verano, mientras su familia y amigos salen de vacaciones, pronto descubre que solo puede divertirse en el tranquilo pueblo... creando total anarquía. |             | |                   |                               |              |
| 45 | 45          | «Yo, Elvis Riboldi, divirtiendo a mis padres» «I, Elvis Riboldi, Spice Up My Parents' Life»                     | 2020              | 6 de julio de 2022            | 145          |
| Elvis cree que sus padres han caído en la rutina, así que intenta que se diviertan juntos otra vez.                                                                                  |             | |                   |                               |              |
| 46 | 46          | «Yo, Elvis Riboldi, y la ruina de los Pinkerton» «I, Elvis Riboldi, and Pinkerton's Ruin»                       | 2020              | 28 de julio de 2021           | 146          |
| Elvis, accidentalmente, destruye la mansión Pinkerton dejando al Profesor y a Lagunilla sin casa ni dinero.                                                                          |             | |                   |                               |              |
| 47 | 47          | «Yo, Elvis Riboldi, luchando contra la pubertad» «I, Elvis Riboldi, Fight Puberty»                              | 2020              | 5 de enero de 2022            | 147          |
| Después de que la señorita Jennifer explica qué es la pubertad en clase, Elvis y sus amigos enfrentan todos esos cambios de maneras muy diferentes.                                  |             | |                   |                               |              |
| 48 | 48          | «Yo, Elvis Riboldi, el videojuego» «I, Elvis Riboldi, the Videogame»                                            | 2020              | 12 de enero de 2022           | 148          |
| Emma ha creado su propio mundo utópico en un videojuego y no lo piensa abandonar por nada. Elvis y Boris tendrán que pensar cómo traerla de vuelta a la realidad.                    |             | |                   |                               |              |
| 49 | 49          | « Yo, Elvis Riboldi, y la Navidad» «I, Elvis Riboldi, and a very Elvis Xmas»                                    | 2020              | 1 de diciembre de 2021        | 14*          |
| Las vacaciones de invierno llegaron. Tres niños de Icaria necesitan ayuda... Por suerte para ellos, Elvis Navideño llegó al pueblo.                                                  |             | |                   |                               |              |
| 50 | 50          | «Yo, Elvis Riboldi, el detective de mascotas» «I, Elvis Riboldi, Pet Detective»                                 | 2020              | 13 de julio de 2022           | 150          |
| Todas las mascotas de Icaria están desapareciendo. Elvis se convertirá en un detective para salvar a los animales antes de que sea demasiado tarde.                                  |             | |                   |                               |              |
| 51 | 51          | «Yo, Elvis Riboldi, y el anuario» «I, Elvis Riboldi, and the Yearbook»                                          | 2020              | 19 de enero de 2022           | 151          |
| Año tras año, Elvis no se ha sacado una buena foto para el anuario. Pero este año decide conseguirlo cueste lo que cueste.                                                           |             | |                   |                               |              |
| 52 | 52          | «Yo, Elvis Riboldi, Emma se muda» «I, Elvis Riboldi, and... Emma leaves!»                                       | 2020              | 20 de julio de 2022           | 152          |
| La madre de Emma ha conseguido un nuevo trabajo fuera de la ciudad y Emma se tiene que ir. Por primera vez en su vida, Elvis no sabe qué hacer.                                      |             | |                   |                               |              |